# Propulsão independente do ar
A propulsão independente do ar (também conhecida pela sua sigla em inglês AIP, de air-independent propulsion) é um tipo de mecanismo para recarregar as baterias de um submarino de propulsão diesel-elétrica (convencional) sem que ele precise alimentar seu motor com ar atmosférico. Ela é uma forma de reduzir a taxa de indiscrição do submarino, isto é, o tempo gasto próximo da superfície absorvendo ar com um esnórquel, expondo-o à detecção pelos sensores de aeronaves e navios inimigos. Para marinhas sem recursos para investir em submarinos nucleares, a AIP é uma alternativa para aumentar as capacidades de sua frota de submarinos convencionais.
Há vários sistemas de AIP: motores a diesel de ciclo fechado, turbinas a vapor de ciclo fechado, motores Stirling com combustão externa e células de combustível de hidrogênio. O AIP não é ativado em todo o período de operação do submarino, mas somente quando há necessidade tática, mantendo a propulsão dependente de ar no restante da operação.